# Bergstraße

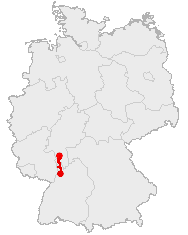
Situation géographique de la Bergstraße.

La Bergstraße (ou Bergstrasse, en français route de la montagne) est une route située en Allemagne entre Heidelberg et Darmstadt. Elle est tracée à la limite entre les petites hauteurs du massif de l’Odenwald et la vaste plaine du Rhin.
Cette route traverse une région agréable et hospitalière, dont l'excellent climat est propice au développement de la vigne. Elle est réputée pour la beauté de ses paysages, ses petites villes médiévales romantiques aux maisons à colombage et les nombreux châteaux implantés au sommet des collines.
Elle a donné son nom à l'arrondissement (kreis en allemand), qui est situé le plus au sud du land de Hesse, qui est dénommé l'arrondissement de la Bergstraße et dont la ville la plus importante est Bensheim.

## La route

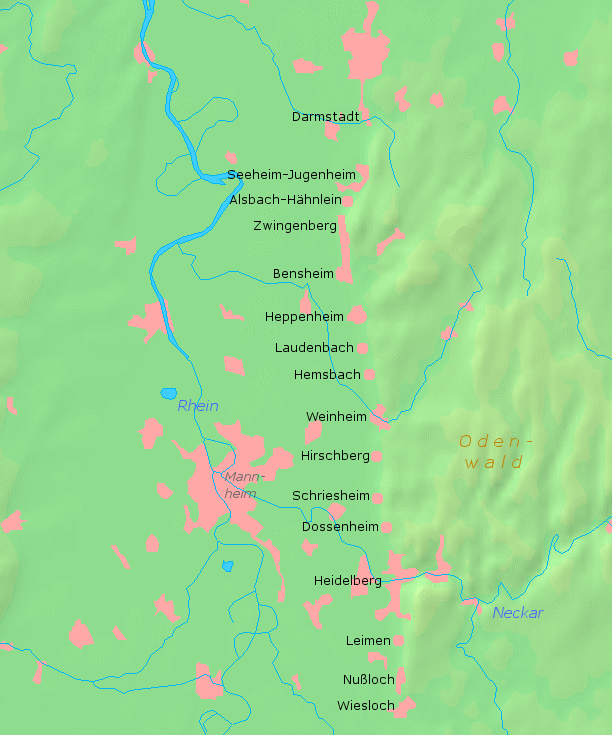
Bergstraße.

La route de Heidelberg à Darmstadt, voit une succession de villes et de villages de vignobles :
- Dossenheim, Schriesheim, Hirschberg an der Bergstraße, Weinheim ;
- Hemsbach, Laudenbach, Heppenheim, Lorsch ;
- Bensheim, qui possède des maisons à colombage et qui est surplombée par les ruines du château d'Auerbach partiellement détruit en 1674 ;
- Zwingenberg, Seeheim.

## Le vignoble
La partie principale du vignoble (’'Bereich Starkenburg) s'étend entre Zwingenberg et Heppenheim, au sud de Darmstadt, et fait surtout du Riesling. 
Une partie secondaire (Bereich Umstadt ou Odenwälder Weininsel) entoure Umstadt, à l'est de Darmstadt. Ses six appellations contrôlées produisent surtout du Müller-Thurgau et du Rülander.
Principaux villages et appellations contrôlées : Zwingenberg (Steingeröll), Auerbach (Fürstenlager), Heppenheim (Centgericht, Guldenzoll), Bensheim.

## Les producteurs réputés
- à Bensheim : Staatsweingut Bergstraße, le prestigieux domaine viticole d'État ;
- à Heppenheim : Bergsträßer Gebiets-Winzergenoßenschaft.